# Hugo Paul (Politiker, 1905)
Hugo Gustav Heinrich Paul (* 28. Oktober 1905 in Hagen in Westfalen; † 12. Oktober 1962 in Ost-Berlin) war ein deutscher Politiker (KPD). Er war 1932 kurzzeitig Mitglied des Reichstages. Während der NS-Herrschaft war er im Widerstand tätig und wurde mehrfach im Zuchthaus und in Konzentrationslagern inhaftiert. Nach dem Zweiten Weltkrieg war er von 1946 bis 1948 Wiederaufbauminister von Nordrhein-Westfalen und von 1946 bis 1950 Landtagsabgeordneter. Er gehörte 1948 dem Parlamentarischen Rat und von 1949 bis 1953 dem Bundestag an.

## Leben
Nach dem Volksschulabschluss absolvierte Paul eine Lehre als Werkzeugmacher und Autoschlosser bei den Mannesmann-Motorenwerken in Remscheid. 1920 trat er in den Deutschen Metallarbeiter-Verband und in die Freie Sozialistische Jugend ein. 1922 wechselte er zum Kommunistischen Jugendverband (KJVD), 1923 wurde er KPD Mitglied. Er leitete zunächst die kommunistische Jugend in Remscheid. 1923 nahm er am Kampf gegen die Ruhrbesetzung teil. Seit 1928 gehörte er der Bezirksleitung der KPD Niederrhein an. 1931 nahm er an einer Arbeiterdelegation zum 1. Mai nach Moskau teil. Er vertrat von Juli bis November 1932 als Abgeordneter im Reichstag den Wahlkreis Düsseldorf-Ost.
1933 wurde Hugo Paul, im Alter von 27 Jahren, Leiter der illegalen KPD-Bezirksleitung Ruhr, bald nach Beginn der NS-Zeit illegaler Instrukteur der Unterbezirke Düsseldorf und München-Gladbach. Im Juni 1934 wurde er verhaftet, im November vom Volksgerichtshof zu zweieinhalb Jahren Zuchthaus verurteilt. Nach der Strafverbüßung im Zuchthaus Lüttringhausen wurde er von 1936 bis April 1939 im KZ Esterwegen und im KZ Sachsenhausen interniert. Nach seiner Entlassung arbeitete er als Werkzeugmacher und Schlosser bei der Firma Albert Schulte in Wermelskirchen und war zugleich wieder im antifaschistischen Untergrund tätig. Im Januar 1943 wurde er erneut durch die Gestapo wegen Verdachts der Vorbereitung zum Hochverrat festgenommen, diesmal vom Volksgerichtshof zu sechs Jahren Zuchthaus verurteilt. Er war von August 1943 bis August 1944 im Gefängnis Wuppertal und von September 1944 bis April 1945 in der Strafanstalt Butzbach inhaftiert. Erst kurz vor Kriegsende kam er am 25. April 1945 frei.
Paul war vom 29. August 1946 bis zum 5. April 1948 Wiederaufbauminister des Landes Nordrhein-Westfalen unter den Ministerpräsidenten Rudolf Amelunxen (parteilos) und Karl Arnold (CDU). Vom 2. Oktober 1946 bis zum 17. Juni 1950 war er nordrhein-westfälischer Landtagsabgeordneter und von Dezember 1946 bis April 1947 fungierte er dort als stellvertretender Vorsitzender der KPD-Fraktion. 1947 und 1948 war er zudem Mitglied des Zonenbeirates für die Britische Besatzungszone.
Im Sommer 1948 wurde Paul vom Nordrhein-Westfälischen Landtag in den Parlamentarischen Rat gewählt, der das Grundgesetz für die Bundesrepublik Deutschland ausarbeitete. Paul gehörte dem Geschäftsordnungsausschuss und dem Ausschuss für das Besatzungsstatut an. Im Plenum kritisierte er scharf die Bildung eines westdeutschen Staats, die er als Folge eines „Diktats der Westmächte“ ansah, und sprach dem Parlamentarischen Rat die Legitimation für seine Tätigkeit ab. Er trat für eine zentrale Stellung des Parlaments in der Verfassung ein (bei Abschwächung der Gewaltenteilung), sowie für die verfassungsmäßige Festlegung einer gesellschaftlichen und ökonomischen Umgestaltung des Gemeinwesens und eine Verstaatlichung der Schlüsselindustrien. Am 6. Oktober 1948 trat er aus parteiinternen Gründen aus dem Parlamentarischen Rat zurück. Dem Deutschen Bundestag gehörte er in dessen erster Legislaturperiode (1949–1953) an. Er zog über die KPD-Landesliste ein, im Wahlkreis Solingen – Remscheid hatte er mit 20,9 % der Stimmen den dritten Platz errungen. In den Protokollen des Bundestages wurde er zur Unterscheidung als „Paul (Düsseldorf)“ geführt. Er vertrat eine konsequent ablehnende Haltung zu Konrad Adenauers Politik der Westintegration und Wiederbewaffnung.
1948 und 1949 war Hugo Paul Landesvorsitzender der KPD in Nordrhein-Westfalen. In einer gemeinsamen Sitzung von Parteivorstands- und Landessekretariat am 7. und 8. Dezember 1949 wurde er beurlaubt, da er ihm bekannte „titoistische Beziehungen“ des Chefredakteurs der Parteizeitung Freies Volk, Josef Schappe, verschwiegen habe. „Zur Verstärkung des ideologischen Kampfes“ wurde Josef Ledwohn von der Parteiführung „in die Führung der Landesorganisation Nordrhein-Westfalen delegiert“. Anfang Februar 1950 wurde Paul als Vorsitzender abgesetzt. Sein Nachfolger wurde Josef Ledwohn.
Nachdem er der Bundesregierung „verfassungsfeindliche Politik“ vorgeworfen hatte, stellte das Kabinett Adenauer im November 1951 Strafantrag gegen Paul. Dieser flüchtete zeitweilig in die DDR. Im Dezember 1953 wurde er auf Veranlassung des Bundesgerichtshofs wegen des Verdachts des Hochverrats und der Staatsgefährdung vier Monate in Untersuchungshaft genommen. Die Bundesanwaltschaft warf ihm wegen seiner Tätigkeit für das Deutsche Arbeiterkomitee gegen die Remilitarisierung Deutschlands (DAK) vor, eine „Vereinigung (…) gegründet zu haben, deren Zwecke und deren Tätigkeit sich gegen die verfassungsmäßige Ordnung richten, und die Bestrebungen dieser Vereinigung als Rädelsführer gefördert zu haben“ (Staatsgefährdung nach dem damaligen § 90a StGB). Während eines Hafturlaubs floh Paul erneut in die DDR, wo er sich nun dauerhaft niederließ. Paul gehörte aber noch bis zum Verbot der Partei 1956 dem KPD-Parteivorstand an. Er starb 1962 in Ost-Berlin, wurde aber in Wermelskirchen bestattet.
Hugo Paul war verheiratet mit Luise Klesper (1912–1998), die ebenfalls der KPD angehörte.

## Ehrungen
In Remscheid erinnert ein Straßenname an ihn.

## Veröffentlichungen
- Im Zeichen des proletarischen Internationalismus. (Verantwortlich: Hugo Paul) Parteivorstand der KPD, Düsseldorf 1951.
- Was die Kommunisten für die Entwicklung des Mittelstandes vorschlagen. Rede. Parteivorstand der KPD, Düsseldorf 1953.
- Was jeder Gewerkschafter vom 3. DGB-Kongress wissen muß. Überreicht von der KPD. (Verantwortlich.: Hugo Paul) Fink, Hamburg 1954.